# Jorge Minissale
Jorge Minissale (n. Ramos Mejía, Argentina, 4 de marzo de 1959) es un cantante, músico, guitarrista, docente, compositor y productor de rock argentino. Formó parte de grupos como Suéter, Los Twist y Mamporro. En la actualidad lleva adelante su actividad como solista.

## Biografía

### Primeros años
Minissale nació en la ciudad de Ramos Mejía, ubicada en el partido de La Matanza, en la provincia de Buenos Aires. Su padre tocaba el acordeón y su hermano mayor (Victor) tocaba la batería. Comenzó a cantar desde pequeño junto a su familia y mientras recibía clases de música por parte de su padre, su hermano lo inculcó a escuchar discos de rock de artistas como Jimi Hendrix, el trío Cream, etc. A la edad de doce años empezó a tocar la guitarra y por esa época, comenzó a ir a recitales de bandas que posteriormente sería reconocidas como Almendra, Aquelarre, Pappo's Blues, entre otros.

De niño quería tocar, ya que veía a mi hermano mayor que toca la batería, y mi viejo era músico también, así que no fue muy difícil la elección de lo que quería hacer con mi vida, lo difícil fue después poder vivir de la profesión.
Jorge Minissale

Comenzó su carrera artística en el año 1975, a la edad de dieciséis años; formando un grupo llamado Trigémino, integrado entre otros por Juan "Pollo" Raffo y Claudia Puyó. Su estilo se enmarcaba en el denominado rock sinfónico y tuvieron gran aceptación en los años 1970; llegando a tocar en el Luna Park, junto a Litto Nebbia, Moris, Tren Plateado (que contaba en sus filas a Beto Satragni y Miguel Vilanova), MAM (con Omar Mollo), además de tocar en numerosos teatros de la zona céntrica, durante cuatro años.

### Trayectoria en Suéter
Inmediatamente después, consigue su primer trabajo profesional, acompañando a Aldo Monges, al mismo tiempo que comenzaba a formar parte de Suéter, junto a Miguel Zavaleta (teclado y voz), Gustavo Donés (bajo) y Juan del Barrio (teclados). Al poco tiempo de su surgimiento, Suéter es convocado para interpretar una partitura musical creada por Carlos  Cutaia, (exintegrante de bandas como Pescado Rabioso y La Máquina de Hacer Pájaros) que servía de fondo para la ópera rock Romeo y Julieta, cuyo estreno fue en 1982 en el teatro Coliseo. Con Suéter grabó tres trabajos discográficos; el primero fue conocido como Suéter: La reserva moral de Occidente, del cual es autor de las siguientes canciones: «Métodos» y «Atrapado en el cielo», convirtiéndose en disco de culto, el segundo llamado Lluvia de gallinas de 1984 y es autor de «Manifestación de escépticos», «Alguien pudo a verlos convencido» y «Si alguna vez imaginaste» y el tercero, que fue el más exitoso en ventas (disco de oro) 20 caras bonitas de 1985, donde compone «Pánico en la ciudad» y la inédita «Amor a la italiana».

### Radio Shakespeare
Hacia 1986, se separa de Suéter, dedicándose a la docencia y a su próximo proyecto llamado Radio Shakespeare, con una destacada actividad hasta fines de 1989. Paralelamente, graba junto a Fontova y sus sobrinos el disco Homi-Sida, que causó escozor en el medio, por su temática, también por esa época participó en grabaciones con el dúo Edu y el Pollo, en programas televisivos para chicos llamado Muchas cosas que se emitió por la señal ATC. Para el año 1990, se aboca a participar en proyectos junto Fabián Quintiero y Fernando Samalea, que devienen en lo que luego sería la banda estable del programa Rebelde sin causa, conducido por Roberto Pettinato y visto por ATC. En ese momento es donde más experiencia adquiere acompañando a músicos de la talla de: Pappo, Miguel Vilanova, Andrés Calamaro, Fito Páez, Fabiana Cantilo, Adrián Otero, Gabriel Carambula, Oscar Moro, Lito Vitale, Os Paralamas do Sucesso, Pedro Aznar, El Bahiano, Juanse, etc.

### En televisión
En el año 1993, comienza un nuevo ciclo televisivo llamado Cuidado con el perro también conducido por Petinatto. En 1994 ingresa como miembro estable de Los Twist, presentándose en incontables escenarios, participando en el video del tema Invasión. También para esa época comienza un nuevo proyecto musical llamado Mamporro, editando en 1996 su primer álbum de estudio llamado Amplificador, y presentando su corte de difusión, apareciendo en distinto medios (MTV, Much Music, TyC Sports, La página del rock, Volver rock, Ruta Rock).
En el año 1997 es convocado para integrar la banda estable del programa "Gato Dumas Cocinero" (conducido por Gato Dumas), que era de emisión diaria por América 2, junto a Black Amaya y Fabián Quintiero, versionando canciones de Jimi Hendrix, Cream y Stevie Ray Vaughan. También le ofrecen un lugar en la prestigiosa escuela de música Berklee (filial Buenos Aires, única en Latinoamérica), para encargarse de las cátedras de guitarra en el estilo de rock y blues, dándole más credibilidad a su carrera de músico profesional. En agosto de ese mismo año, es invitado a participar de la banda de Manuel Wirzt, para la presentación de su flamamte disco Cielo y Tierra en el teatro Opera.
También compone y graba música junto a Juan «Pollo» Raffo, para una obra teatral llamada Locos de contento, la cual se mantuvo en cartel durante la temporada de 1997 a 1998 en Mar del Plata, en el teatro Provincial. Ese mismo año en su rol de compositor, realizó la música para las piezas teatrales: Dracula al Corazón y Evas. En el año 1999 se aboca a girar por todo el país junto a Los Twist y a una renovada versión del grupo Suéter que desemboca en el Walter rock festival de Mar del Plata con singular éxito.

### Mamporro
En 1995, Minissale forma la banda Mamporro, junto a un exintegrante de su antiguo proyecto en Radio Shakespeare, Claudio Bruguera. Definirían como un "proyecto en común, armado con amigos". Para el nuevo emprendimiento, deciden convocar a músicos como Gustavo Glusman en batería y gracias a la química que automáticamente se generó entre ellos, pudo hacer realidad el anhelado proyecto.
La agrupación comenzó como un power trio y se dieron a conocer en el año 1997, su primer trabajo discográfico llamado Amplificador, en el cual participaron Miguel Zavaleta (en voz) Juan «Pollo» Raffo (teclados) y Jorge Pemoff (percusión). El primer videoclip fue «No me pidas nada», bajo la dirección de Gustavo Glusman
Tras editar dos trabajos discográficos, la banda toma una pausa de ocho años, debido a que Minissale ingresaría a Los Twist, como guitarrista permanente.

### Periodo 2000 a 2008
En el 2000, viaja a Miami con Los Twist y comienza a grabar el segundo disco de Mamporro, llamado Palabras armadas, cuya edición se realiza en 2001. En el año 2002 se dedica a componer la música de las obras teatrales, Aroma de tango y Argentinosaurios.
Desde el año 2002 al 2007, lo encuentra dedicado a pleno a presentarse por todo el interior del país con el regreso de Suéter, creando un paréntesis en su actividad con Mamporro y con Los Twist, también grabando un nuevo disco donde aportaría varias canciones. A fines de 2007, con la muerte del bajista, Gustavo Donés y conflictos internos, Suéter se separa y el disco no se termina de editar. Ese material está en la actualidad como el primer trabajo en solitario de Miguel Zavaleta; No sé, suerte quizás editado en el año 2011 de forma independiente a través de Internet.

### Carrera solista
En 2008, retoma la actividad con Mamporro con los cuales graba su tercer disco llamado Nada es Demasiado y editado por el sello EMI, con difusión en todos los medios masivos y presentaciones en directo por todo el país, también participa en el nuevo disco de Pablo Sbaraglia denominado El club de la moneda de Plata, con quien participa tocando en el seno de su banda en la actualidad; grabando y acompañando a Lorena Mayol.
En el año 2009 vuelve a la actividad con Los Twist, hasta su separación definitiva en el 2012.
A fines de 2013, Minissale comienza la grabación su primer trabajo discográfico titulado Justo y necesario, que es producido por el mismo con la colaboración de Pablo Sbaraglia y se lanzó oficialmente al mercado el 9 de octubre de 2014. Este trabajo, cuenta con la participación de artistas de renombre como Ricardo Mollo, Pablo Sbaraglia, Hernán Aramberri, Martin Paladino, Juan «Pollo» Raffo, Juan del Barrio, Mariano Escudero, Fabián Aguiar, Gustavo Glusman.
En 2019, sacó su segundo álbum de estudio, titulado Lo más preciado. En este material lo acompaña su nueva banda, llamada Los Impulsores, integrada por Mariano Escudero, en bajo; Leandro Romero, en guitarra; y Martín Paladino, en batería.

## Discografía

### Suéter
- Suéter (1982)
- Lluvia de gallinas (1984)
- 20 caras bonitas (1985)

### Los Twist
- El cinco en la espalda (1994)
- Explosivo 96 (1996)

### Radio Shakespeare
- Radio Shakespeare (1986) inédito

### Mamporro
- Amplificador (1996)
- Palabras armadas (2000)
- Nada es demasiado (2008)

### Trigémino
- Trampas para Engañar (2018)

### Solista
- Justo y necesario (2014)
- Lo más preciado (2019)
- Vivísimo  (2021)

### Colaboraciones
- Muchas cosas de Edu y el Pollo - (1982)
- Laberinto de pasiones de Comida China - (1986)
- HomiSida de Horacio Fontova - (1988)
- Muchas cosas de Edu y el Pollo - (1982)
- Cielo & Tierra de Manuel Wirzt - (1996)
- El club de la moneda de plata de Pablo Sbaraglia - (2008)
- No lo sé, suerte quizás  de Miguel Zavaleta - (2011)
- 1090 días de Lorena Mayol - (2011)
- El increíble magnetismo del Gran Hotel Glamour Shuffle de Pablo Sbaraglia - (2013)